# Michael Menzel (Schauspieler)
Michael Menzel (* 28. September 1973 in Salzburg) ist ein österreichischer Schauspieler.

## Leben
Menzel studierte nach der Matura zunächst sechs Semester Medizin an der Universität Graz. Er wechselte dann an die Universität Salzburg, wo er Rechtswissenschaften studierte. Sein Jus-Studium schloss er 2003 mit dem Titel „Magister Juris“ ab. Menzel absolvierte dann nach seiner Hochschulausbildung von 2003 bis 2005 eine Schauspielausbildung am Gustav-Mahler-Konservatorium für Musik und Darstellende Kunst in Wien.  2005 legte er in Wien vor der Paritätischen Prüfungskommission im Volkstheater Wien sein staatliches Schauspieldiplom ab.
Bereits während seiner Ausbildung erhielt er 2004 einen Elevenvertrag am Wiener Theater in der Josefstadt. Dort spielte er kleine Rollen in Fräulein Else (Spielzeit 2004/05; als „Der Jüngling“; Regie: Anna Maria Krassnigg), Kampl (2005; Regie: Herbert Föttinger) und Eisenbahnheiraten von Johann Nestroy (2006; als Bäckergeselle bei Zopak; Regie: Christine Wipplinger). 2007 trat er bei den Clingenburg Festspielen als Ritchie Valens in dem Musical Buddy - The Buddy Holly Story und als Prinz in Cinderella (Märchen mit Musik von Irene Budischowsky) auf. 2008 und 2009 hatte er Gastengagements an der Neuen Bühne Villach, u. a. als „Der Assistent“ in Der Hässliche von Marius von Mayenburg.
Menzel arbeitete seit 2007, neben seiner Tätigkeit als Theaterschauspieler, auch für Film und Fernsehen. Im Wiener Tatort: Kinderwunsch (2009) des ORF spielte er die Rolle des Kriminalassistenten Wolfgang Rohrmoser; er war der Assistent der Linzer Kriminalinspektorin Karin Brandstätter (Franziska Stavjanik). In dem Fernsehfilm Molly & Mops: Das Leben ist kein Guglhupf, dem zweiten Teil der Molly & Mops-Filmreihe, spielte er Lucas Varetta, den „attraktiven“ Konditor und Mitbewerber im Konditoren-Wettbewerb. In Oskar Roehlers Kinofilm Quellen des Lebens (2013) hatte er eine kleine Sprechrolle als Student in Wien. In dem Fernsehfilm Das Attentat – Sarajevo 1914 (2014) spielte er den Sekretär Körner.
Menzel hatte zahlreiche Episodenhauptrollen in verschiedenen Fernsehserien, u. a. in Mitten im 8en – Der ganz normale Alltagswahnsinn (2007, als Computerfachmann und Internettechniker Max), SOKO Kitzbühel (2010; als ehemaliger Profi-Snowboarder Patrick Friedl, 2012; als Computer- und Technik-Experte Leo Perenz und 2015; als tatverdächtiger Singleclub-Besucher und Herrenausstatter Georg Brändle), SOKO Wien (2010; als Student und Universitätstutor Oliver Fuchs und 2012; als Barkeeper Manni) und Schnell ermittelt (2011; als Oliver Dehne, der Jugendfreund und Liebhaber des Mordopfers). Im Dezember 2017 war Menzel im „Winter-Special“ der ZDF-Serie Die Rosenheim-Cops in einer Episodenrolle als Skilehrer Alois „Elvis“ Stockhammer zu sehen; er spielte den tatverdächtigen Inhaber einer Schneesportschule. In der 19. Staffel der ZDf-Serie Die Rosenheim-Cops (2020) übernahm er erneut eine Episodenrolle, diesmal als tatverdächtiger Landschaftsgärtner und Liebhaber einer verheirateten Frau.
Menzel arbeitete auch als Hörspielsprecher sowie als Werbe- und Synchronsprecher. Außerdem trat er als Rezitator hervor. Er gab Lesungen, u. a. mit Werken von Peter Turrini und Leo Tolstoi.
Menzel ist Mitglied im Verband Österreichischer Filmschauspieler (VÖFS). Er ist außerdem staatlich geprüfter Skilehrer. 
Menzel lebt in Salzburg und Wien.

## Filmografie (Auswahl)
- 2007: Mitten im 8en – Der ganz normale Alltagswahnsinn (Fernsehserie, Folge: Der schöne Max)
- 2007: SOKO Wien (Fernsehserie; Folge: Falsche Meister)
- 2009: Tatort: Kinderwunsch (Fernsehfilm)
- 2010: Spuren des Bösen (Fernsehfilm)
- 2010: Molly & Mops: Das Leben ist kein Guglhupf (Fernsehfilm)
- 2010: Willkommen in Wien (Fernsehfilm)
- 2010: SOKO Kitzbühel (Fernsehserie; Folge: Fun-Park)
- 2011: Schnell ermittelt (Fernsehserie, Folge: Klaus Karner)
- 2012: SOKO Kitzbühel (Fernsehserie; Folge: Freunde fürs Leben)
- 2012, 2021: SOKO Wien (Fernsehserie; Folgen: Zimmer 312, Alles Fassade)
- 2013: Quellen des Lebens (Kinofilm)
- 2014: Das Attentat – Sarajevo 1914 (Fernsehfilm)
- 2015: SOKO Kitzbühel (Fernsehserie; Folge: Vintage Love)
- 2016: Ein Geheimnis im Dorf – Schwester und Bruder (Fernsehfilm)
- 2017: Die beste aller Welten (Kinofilm)
- 2017: Treibjagd im Dorf (Fernsehfilm)
- 2017: Die Rosenheim-Cops (Fernsehserie; Folge: Der Schein trügt)
- 2018: Team Alpin – Stromabwärts (Fernsehreihe)
- 2019: Landkrimi – Das dunkle Paradies (Fernsehfilm)
- 2020: Die Rosenheim-Cops (Fernsehserie; Folge: Der tote Sommer)
- 2020: SOKO Kitzbühel (Fernsehserie; Folge: Hahnenkampf)
- 2022: Landkrimi – Steirergeld (Fernsehreihe)
- 2024: Blind ermittelt – Tod im Kaffeehaus
- 2024: SOKO Linz – Schlafende Hunde (Fernsehserie)
- 2025: Alpentod – Ein Bergland-Krimi: Alte Wunden (Fernsehreihe)